# Gut Eckendorf
Das Gut Eckendorf ist ein denkmalgeschütztes ehemaliges Rittergut an der Bielefelder Straße 222 in Schuckenbaum, einem Ortsteil von Leopoldshöhe im nordrhein-westfälischen Kreis Lippe. Es ist Standort einer Pflanzenzucht. Die erste Erwähnung des Guts geht auf das Jahr 1036 zurück.

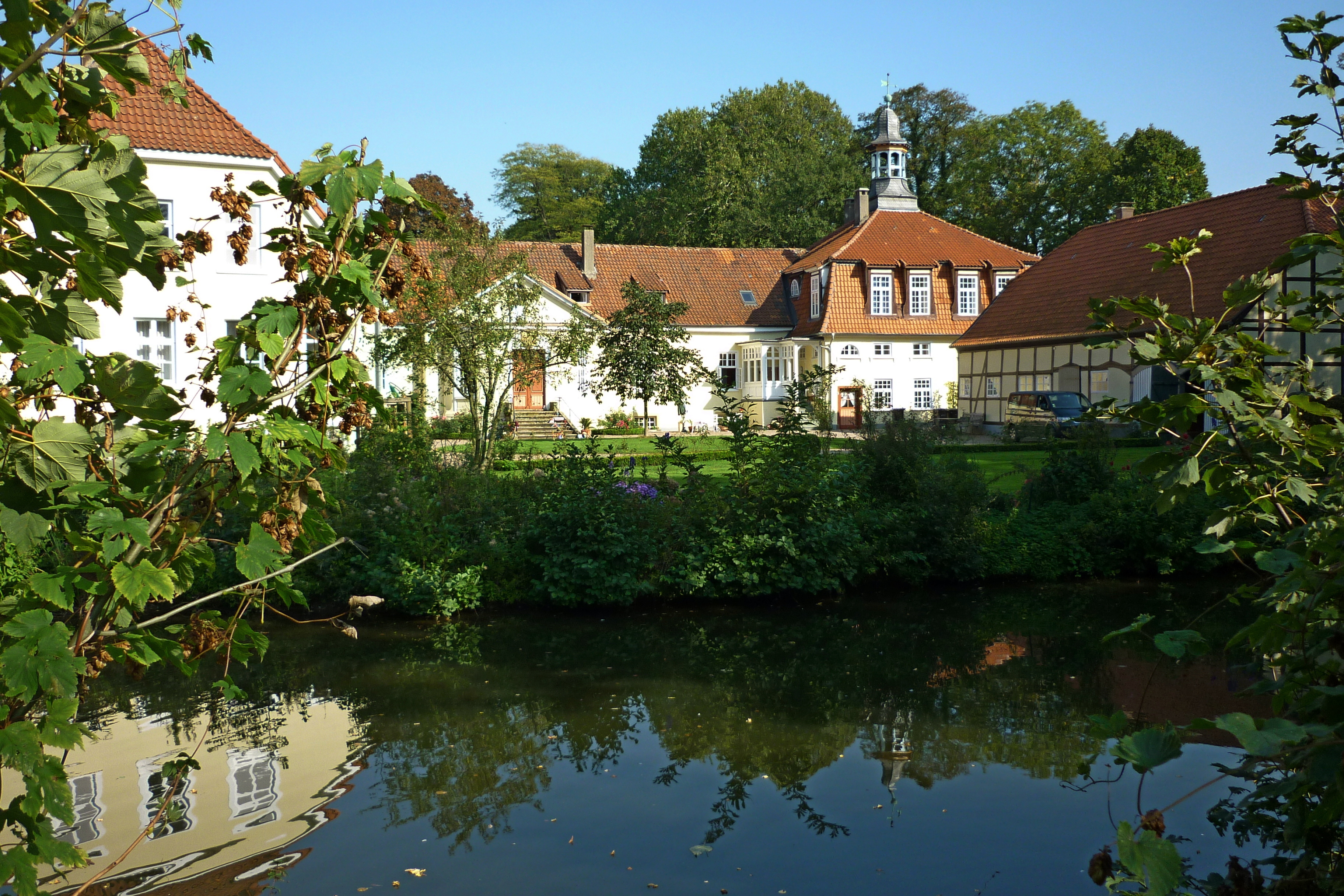
Westseite von Gut Eckendorf (2011)

## Geschichte

Die Zuckerrübe im Wappen der Gemeinde Leopoldshöhe

Die erste urkundliche Erwähnung des Gutes stammt vom 25. Mai 1036. In der Busdorf-Urkunde wird belegt, dass der Bischof Meinwerk von Paderborn dem Kanonikerstift Busdorf unter anderem den Haupthof Niederbarkhausen im heutigen Leopoldshöher Ortsteil Asemissen mit den dazugehörigen Vorwerken Eckendorf, den Hof Oerlinghausen, Menkhausen (heute Oerlinghausen), den späteren Meierhof zu Heepen sowie den späteren Meierhof Borgsen in Brackwede zum Lehen übergab. Eckendorf wird dort als Ykamannincthorp bezeichnet.
1628 kam das Gut in den Besitz des gräflich-lippischen Oberforst- und Jägermeister Arnold Schmerheim und erhielt den Status eines Ritterguts. Seine Blütezeit begann mit dem Erwerb durch Franz Christian von Borries aus der Familie von Borries 1774. Franz Christian von Borries, der 1795 kinderlos verstarb, hatte rund 15 Jahre Franz Wilhelm Yonga als Sklaven auf dem Gut Eckendorf.
Das Gut entwickelte sich unter Wilhelm von Borries (1815–1890) insbesondere unter zu einem herausgehobenen landwirtschaftlichen Betrieb in der Region. Besondere Bedeutung hatte die 1849 gegründete Pflanzenzüchtung, die bis heute besteht und über die Saaten-Union vertrieben wird. Wichtig war vor allem die Rübenzucht. Sie ist so prägend für die Region, dass die Zuckerrübe in das Wappen der Gemeinde Leopoldshöhe aufgenommen wurde. Das Gut ist heute über die weibliche Erbfolge im Besitz der Familie von Dallwitz.

## Architektur

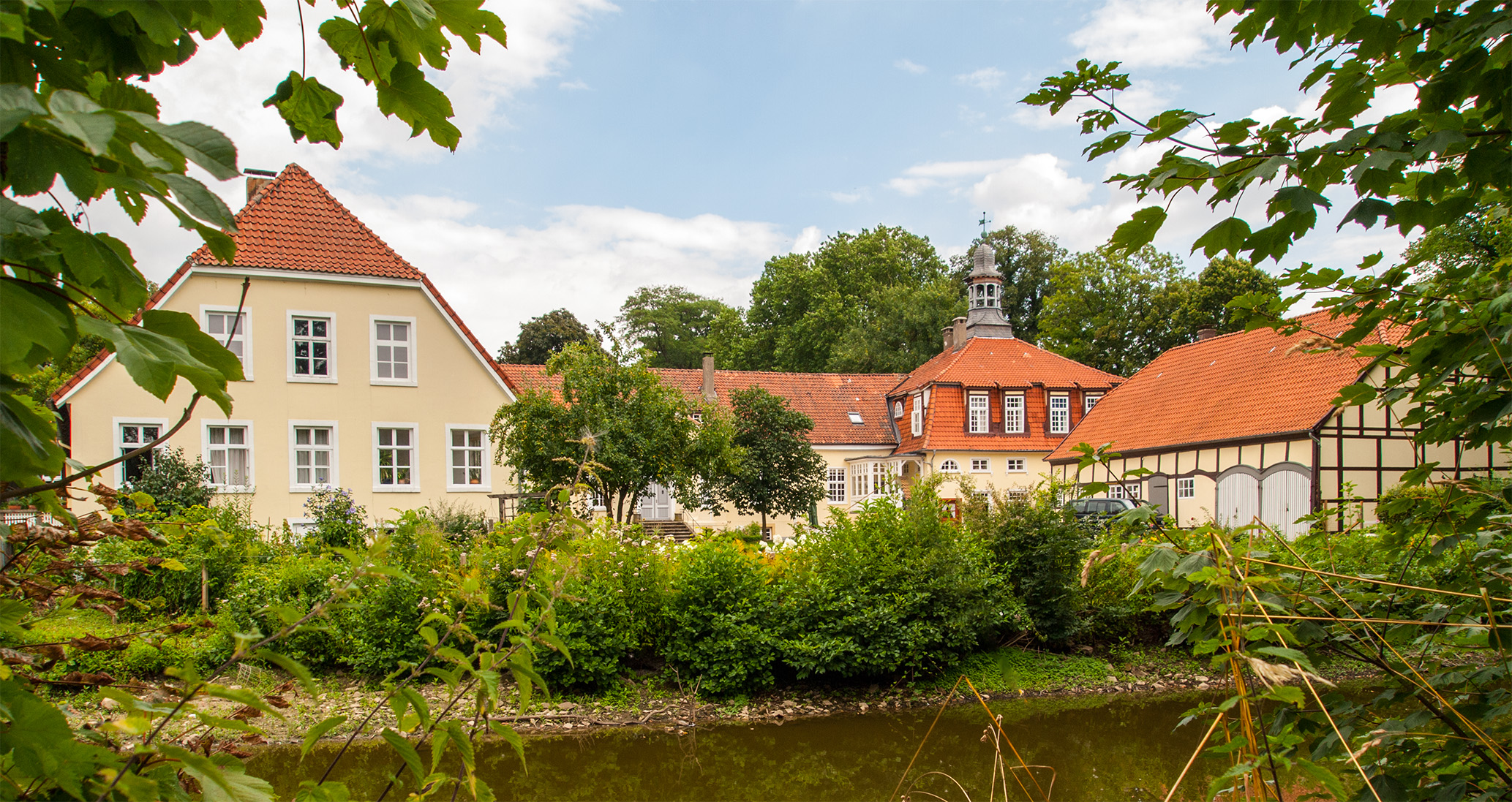

Die umgräftete, unregelmäßige Anlage besteht aus einem Herrenhaus mit zwei eingeschossigen, verputzten Gebäudeflügeln. Der Nordflügel ist im Kern ein Fachwerkhaus des 17. Jahrhunderts. Der frühklassizistische, massive Ostflügel mit einem Mittelrisalit, wurde 1776 von Franz Christan von Borries als Verbindungsbau zu dem barocken Eckpavillon mit Mansarddach und einem Glockentürmchen angelegt. Von 1910 bis 1911 wurde im Gebäudewinkel ein neuer Eingangsvorbau errichtet, der Zugang zum Ostflügel wurde verändert. Im Ostflügel befindet sich der sogenannte Rokokosaal. Er ist mit Supraporten und Spiegeln in aufwendigen Schnitzrahmen geschmückt. Der Sandsteinkamin mit großer Wappenkartusche ist bemerkenswert, die beiden Delfter Fayenceöfen sind aus der ersten Hälfte des 18. Jahrhunderts. Der Kutscherkotten ist ein Fachwerkgebäude vom 18. Jahrhundert.
Südlich des Herrenhauses liegen auf der gegenüberliegenden Straßenseite die zum Gut gehörigen Wirtschaftsgebäude. Sie wurden Ende des 19. Jahrhunderts errichtet.

## Landschaftspark

### Geschichte
Der Park wurde ab etwa 1800 angelegt. Er hatte ein barockes Parterre sowie einen terrassenförmigen Parkteil mit Orangenbäumen und Statuen nach antiken griechischen Vorbildern. Die Umwandlung dieses Parks in einen zweiteiligen Landschaftspark erfolgte vermutlich zur Mitte des 19. Jahrhunderts. Der südliche Teil mit einem großen Teich im Zentrum war durch Einzelbäume in Rasenflächen und Schlängelwege gekennzeichnet, nach Norden schloss sich ein von Wegen durchzogenes Wäldchen an. Nördlich der Gebäude wird eine auch heute noch vorhandene künstliche Erhebung dargestellt. Hinter ihr wurde der Park in der ersten Hälfte des 20. Jahrhunderts nach Norden erweitert. Heute umfasst der Park eine Fläche von etwa 3,5 Hektar.

### Ausstattung
Die sehr gut erhaltene Parkanlage wird beherrscht von den Wasserflächen der Gräften und des Teiches, in dem sich der Altbaumbestand spiegelt, sowie von einer etwa 750 Jahre alten Stieleiche mit einem Stammumfang von 13 Metern. Der Baumbestand besteht insgesamt aus 47 Holzarten der subtropischen und gemäßigten Zonen. Darunter sind besonders eine Flusszeder, eine Schirm-Magnolie sowie ein ostasiatischer Zürgelbaum hervorzuheben. Im Park steht eine Eiche mit einem Brusthöhenumfang von 8,00 m (2014).